# Osamu Dazai
En aquest nom japonès, el cognom és Dazai.
Osamu Dazai (en japonès 太宰 治, Dazai Osamu) (Kanagi, 19 de juny de 1909 - Mitaka, 13 de juny de 1948), de nom real Tsushima Shūji (japonès: 津島修治, Tsushima Shūji), va ser un novel·lista japonès. És considerat un dels escriptors de ficció més importants del Japó del segle xx, i en especial de la literatura japonesa de postguerra. Algunes de les seves novel·les, entre les quals destaquen Bannen (‘Anys de decadència’, 1936), Shayo (‘Sol ponent’, 1947) o Ningen Shikkaku (‘Indigne de ser humà’, 1948) són considerats clàssics moderns. Va gaudir de gran popularitat especialment a partir del final de la Segona Guerra Mundial. Se'l considera el precursor d’autors com Yukio Mishima o Kenzaburō Ōe.
Amb un estil semi-autobiogràfic, pessimista i amb certa transparència en la seva vida personal, les seves obres donen importància a temes com la natura humana, les malalties mentals o les relacions socials en el Japó del seu temps.
Malgrat haver nascut en una localitat a la remota Prefectura d'Aomori, al nord de Honshū, la seva família era rica i va tenir una educació culta i refinada. Amb un caràcter inestable i molt depressiu, se suïcidà ofegant-se en un canal amb la seva amant a l'edat de 38 anys.

## Biografia
Nascut al si d'una acomodada família de terratinents del nord del Japó, Osamu Dazai no va gaudir d'una infància feliç: d'aquesta època va evocar més tard el distanciament de la mare, la salut fràgil, les difícils relacions amb el seu pare, i l'ambient opressiu i conformista de la regió. Entre el 1927 i el 1929 va assistir a l'escola superior d'Hirosaki, i en aquells anys es remunten, a més de les primeres experiències literàries, els primers contactes amb les activitats dels partits d'esquerra, que es van intensificar quan es va traslladar a Tòquio el 1930: una adhesió confusa i vel·leïdosa que va finalitzar amb una profunda decepció i amb l'abandó definitiu de les seves activitats subversives.
L'etapa de Tòquio va quedar marcada per una sèrie d'experiències que el van portar a enemistar-se amb el seu entorn familiar: un rendiment escàs en els estudis; les relacions amb una jove geisha, que la seva família desaprovava obertament; un intent de suïcidi (el segon) juntament amb una noia que havia conegut casualment i que va morir arran de l'incident; vida desordenada i l'abús de l'alcohol.
No obstant això, aquests van ser també els anys de la seva iniciació al món literari, amb relats com Gyofukuki (1933), on la trama es barreja amb les imatges del suïcidi, Records (1933) i "The Flowers of Buffoonery" (1935). Els dos darrers relats es presenten en clau autobiogràfica o, més ben dit, en aquest presumpte autobiografisme que constitueix un dels aspectes més interessants de la seva obra, en què l'autor construeix expressament innombrables projeccions de si mateix o de les seves pròpies experiències.
"The Flowers of Buffoonery" explora, a més, un altre vessant literari de l'autor: el de la novel·la dins de la novel·la, en què ell intervé en primera persona, trencant el fil del discurs que el Jo narrador ha iniciat a les primeres línies.
El consum i addicció a les drogues arran d'una greu operació quirúrgica, i el posterior ingrés en un hospital psiquiàtric per desintoxicar-se, van constituir un altre moment difícil en la seva turmentada vida i que Osamu Dazai reviuria a la ficció, especialment a l'autobiogràfica Indigne de ser humà (1948).
Tot plegat va seguir un període de relativa tranquil·litat. La seva amistat amb l'escriptor Ibuse Masuji i el reconeixement que va rebre del món literari (que, no obstant, no li havia estalviat severes crítiques d'ordre moral) van contribuir a un assentament psicològic que, si bé va ser temporal i precari, li va permetre afrontar fins i tot els anys de la Segona Guerra Mundial. A aquest període pertanyen Les cent vistes del Fuji (1939), Les vuit vistes de Tòquio (1940) i Tsugaru (1944), una mena de crònica de viatges per l'antiga Tsugaru, regió nord-occidental del país on havia nascut i que redescobria llavors amb ulls nous, com una zona encara sense contaminar pels mals que afligien les grans ciutats i, alhora, com a punt de partida d'una cerca de si mateix.
Un cop finalitzada la guerra, van aparèixer les seves novel·les més famoses: La dona de Villon (1947), El sol ponent (1947, també traduïda com El declivi o L'ocàs) i Indigne de ser humà (1948), així com altres relats breus també envaïts per l'amarga i reiterada constatació del seu propi fracàs com a ésser humà. Sumit en el desànim, Osamu Dazai va intentar suïcidar-se una vegada més, i el 13 de juny de 1948 va aparèixer mort al canal Tamagawa amb una jove admiradora. Treballava llavors en una novel·la titulada Goodbye, que va deixar inconclusa.
Els anys de la postguerra van marcar el triomf definitiu d'Osamu Dazai en una societat que es va trobar vivint tràgicament l'enfonsament d'uns valors i uns ideals que fins aleshores semblaven insubstituïbles. Especialment per als joves, l'escriptor es va convertir en el símbol d'una actitud anticonformista, rebel, sense ideals, però indulgent amb les pròpies febleses i alienes. La definició "buraiha" (decadent, marginat) que l'autor va proposar com a equivalent del francès "libertin", va incorporar, a més de Dazai, altres escriptors pròxims a ell en plantejaments i opcions vitals, com Oda Sakanosuke o Sakaguchi Ango.